# Robinson R44
Robinson R44 — чотиримісний легкий вертоліт, що виробляється компанією Robinson Helicopter Company з 1992 року. Розроблений на основі двомісного Robinson R22, R44 характеризується гідравлічною системою  управління польотом. R44 здійснив перший політ 31 березня 1990 року і отримав сертифікацію FAA в грудні 1992 року, перша поставка відбулася в лютому 1993 року.

## Проектування і розробка
R44 - одномоторний вертоліт з напівжорстким дволопатевим несучим гвинтом, дволопатевим хвостовим гвинтом і полозковим шасі. Він має закриту кабіну з двома рядами суміжних сидінь  для пілота і трьох пасажирів. Напрямок обертання рульового гвинта на R44 є зворотнім у порівнянні з R22, для покращення впливу системи підтримки курсової стійкості. На R44 наступаюча лопать знаходиться унизу.
Розроблений у 1980-х Френком Робінсоном і його командою інженерів, R44 здійснив перший політ 31 березня 1990 року. R44 Astro  отримав сертифікат типу FAA в грудні 1992 року, перші поставки були у січні 1993 року. У січні 2000 року Robinson представив Raven  з гідравлічним приводом керування та регульованими педалями. У липні 2002 року Робінсон представив Raven II  з більш потужним двигуном з уприскуванням палива  та ширшими лопатями гвинта, що дозволило збільшити польотну вагу і покращило висотні характеристики.

## Оператори

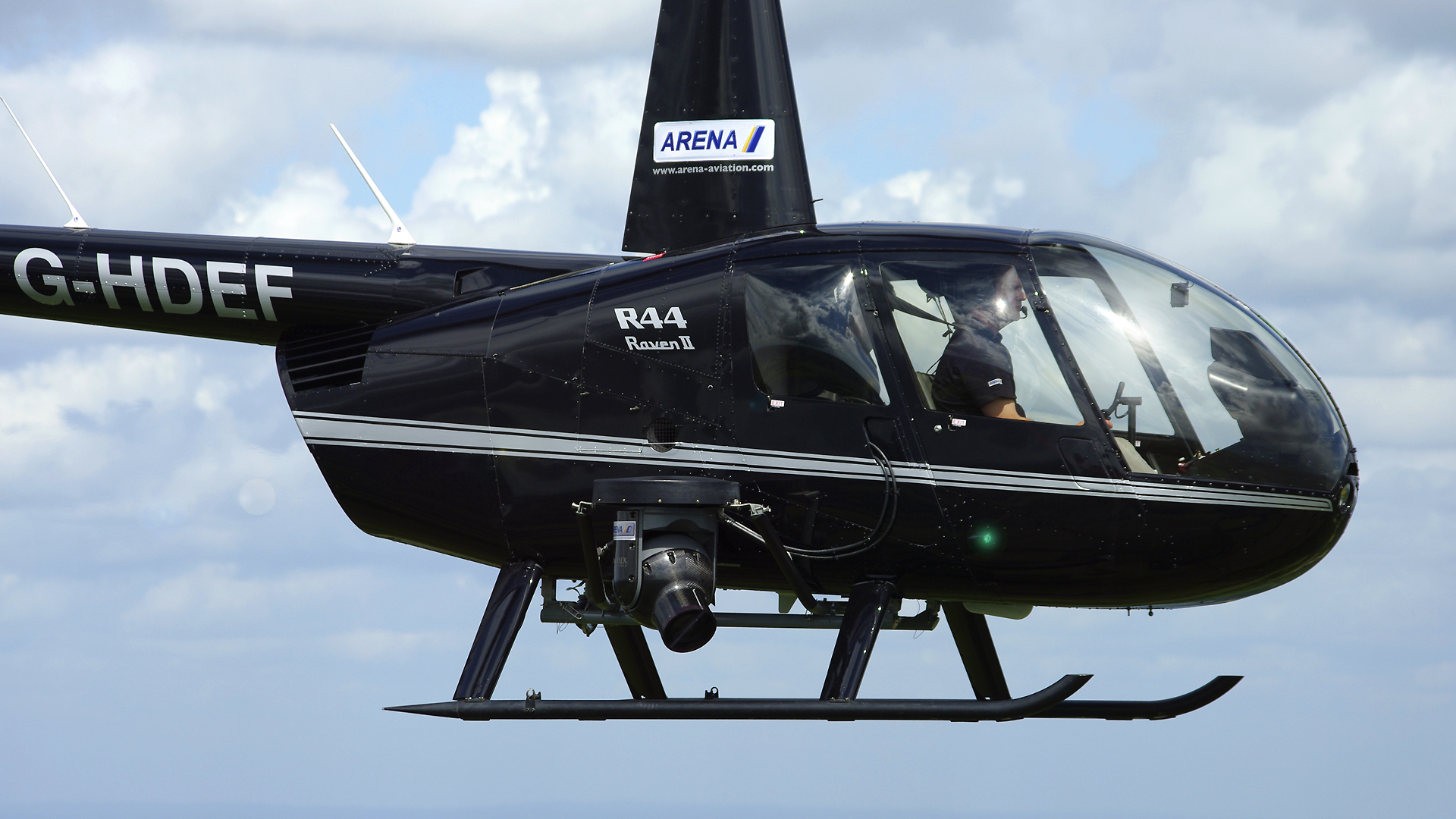
Arena Aviation R44 Raven II з камерою високої чіткості Cineflex V14

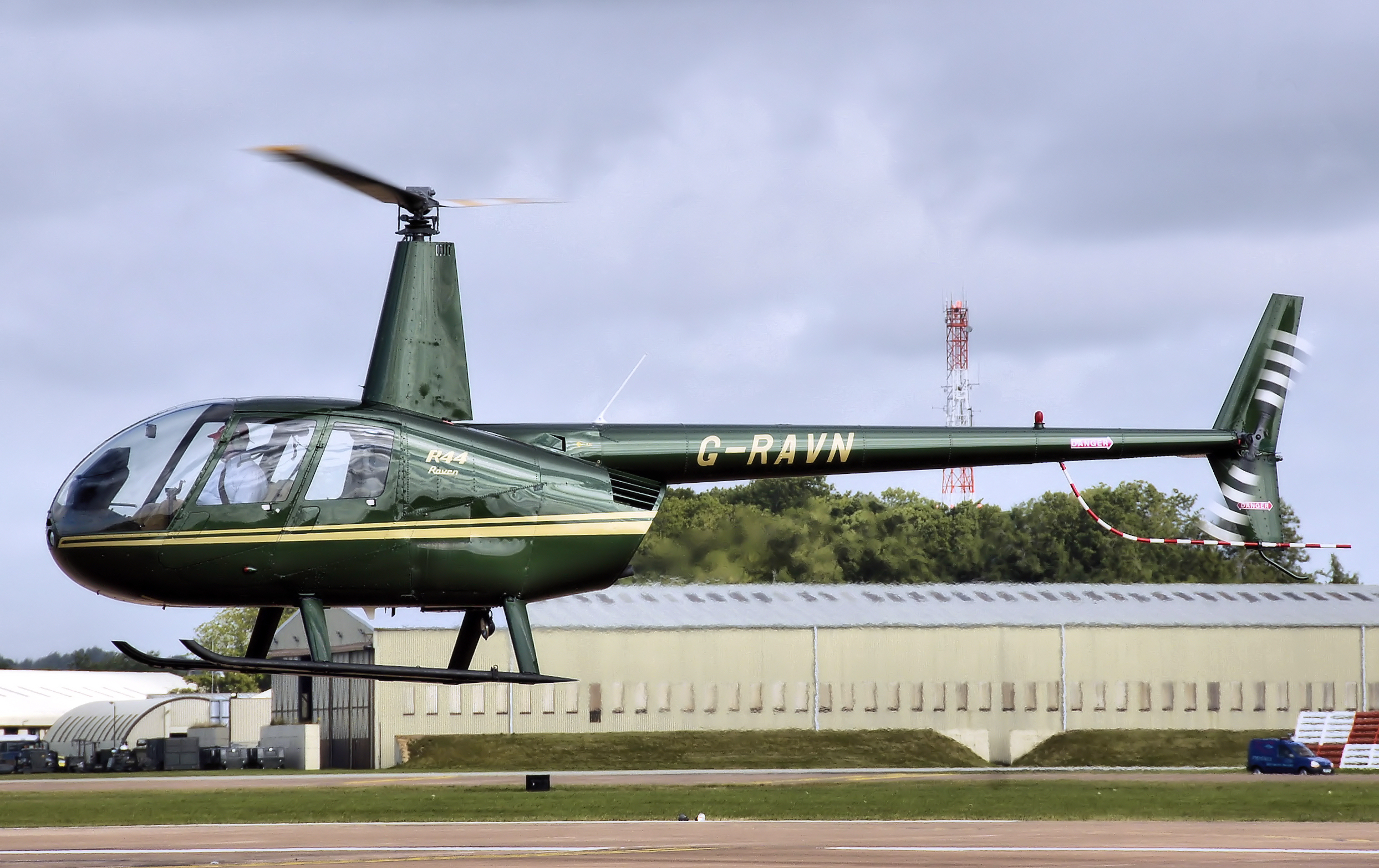
R44 Raven на авіашоу RIAT 2008 року

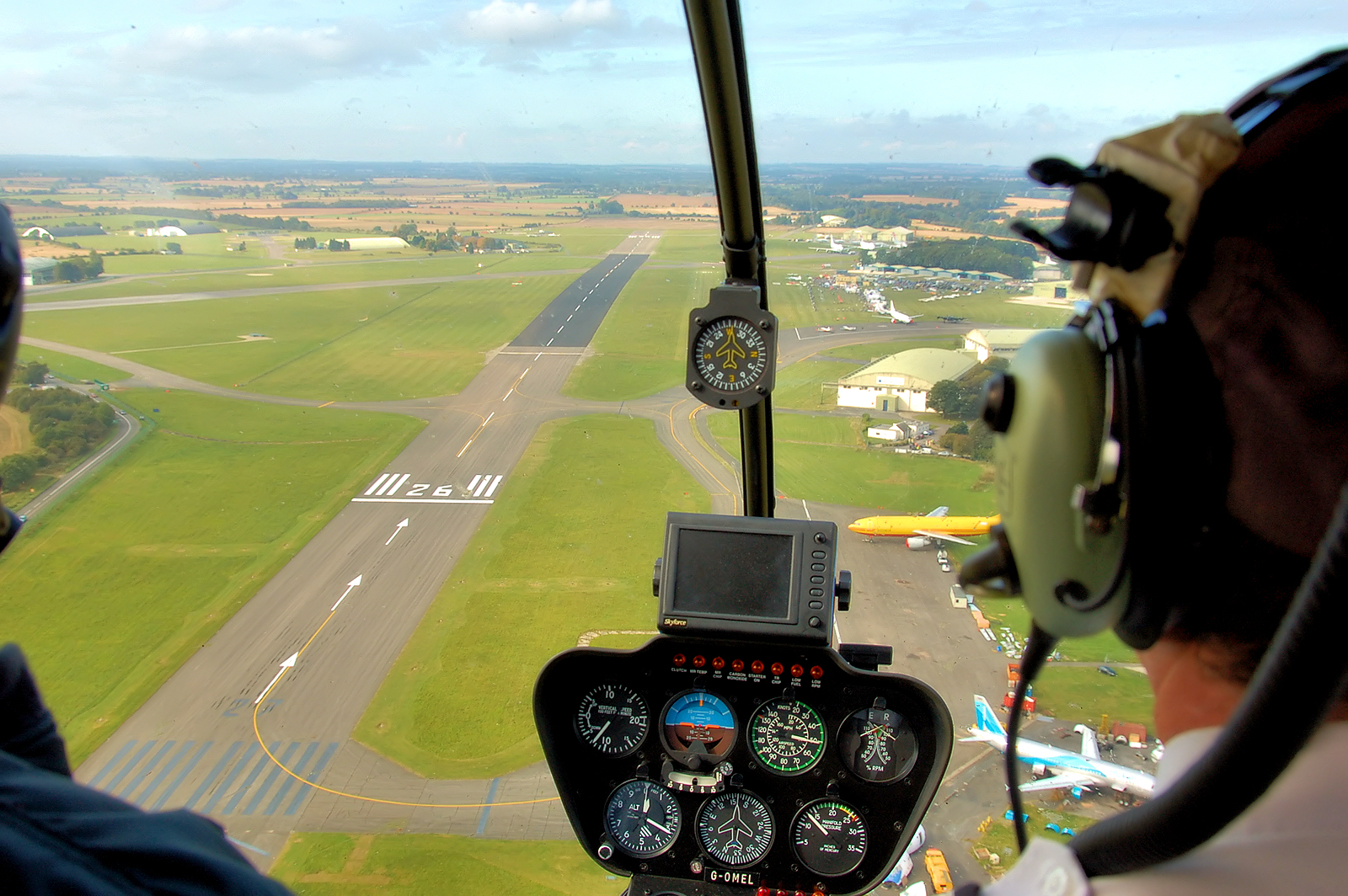
Огляд з R44 Astro в аеропорту Котсволд, Англія, показана частина приладової панелі (2009)

### Цивільні оператори
Повітряне судно експлуатується багатьма приватними особами, компаніями та аероклубами.
У 1997 році Robinson R44 пілотувала Дженніфер Мюррей, у першому навколосвітньому польоті на гелікоптері, здійсненому жінкою, покривши відстань 36000 миль протягом 97 днів. Чилійський президент Себастьян Піньєра володіє одним з цих вертольотів. Він кілька разів з'являвся на публіці, керуючи ним. З 2002 року бельгійський принц Філіп літав на червоному R44 для особистого відпочинку, з унікальним реєстраційним номером "ОО-PFB", що розшифровується як "Prins Filip België".  Британський співак Джей Кей також володіє R44 (реєстраційний номер G-JKAY), який він пілотує у кліпі на пісню White Knuckle Ride.

#### Robinson R44 в Україні
Станом на 30.09.2015 в Україні знаходились такі гелікоптери Robinson R44:
| Офіційний код                                         | Модель                | Заводський № |
| ----------------------------------------------------- | --------------------- | ------------ |
| UR-ACC                                                | Robinson R44 Raven I  | 2040         |
| UR-PLM                                                | Robinson R44 Raven I  | 1984         |
| UR-WYT                                                | Robinson R44 Raven I  | 1653         |
| UR-AGA                                                | Robinson R44 II       | 11195        |
| UR-ASD                                                | Robinson R44 II       | 11843        |
| UR-CLN                                                | Robinson R44 II       | 11936        |
| UR-LTL                                                | Robinson R44 II       | 12056        |
| GL-0861                                               | Robinson R44 II       |              |
| UR-ARG                                                | Robinson R44 Raven II | 11553        |
| UR-JNC                                                | Robinson R44 Raven II | 10554        |
| UR-LTZ                                                | Robinson R44 Raven II | 12049        |
| UR-SUR                                                | Robinson R44 Raven II | 12672        |
| UR-JAZ                                                | Robinson R44 Astro    | 0581         |
| UR-POB                                                | Robinson R44 Astro    | 0649         |
| UR-KLUB                                               | Robinson R44 Raven    | 1092         |
| UR-LUK                                                | Robinson R44 I        | 1437         |
| UR-PAR                                                | Robinson R44 I        | 1735         |
| UR-SAH                                                | Robinson R44 I        | 2362         |
| UR-VEA                                                | Robinson R44 I        | 1619         |
| UR-LWW [Архівовано 18 серпня 2016 у Wayback Machine.] | Robinson R44 Clipper  | 1156         |
| GL-0869                                               | Robinson R44          |              |
| GL-0891                                               | Robinson R44          |              |

### Поліцейські оператори
ПАР
- Південноафриканський поліцейська служба Air Wing [3]

 Філіппіни
- Філіппінська національна поліція [4]

 Україна
- Національна поліція України[5]

### Військові оператори
Болівія
- ВПС Болівії

 Домініканська Республіка
- Армія Домініканської Республіки [6]

 Естонія
- ВПС Естонії [6] [7]

 Ліван
- ВПС Лівану [6] [8]

## Аварії та нещасні випадки
Було встановлено, що R44 схильні до пожеж після аварій, через пошкодження алюмінієвої допоміжного паливного бака, з якого витікає пальне. 
У 2009 році компанія почала установки паливних баків з  еластичною роздільною діафрагмою на всіх нових вертольотах R44, а також випустила Експлуатаційний бюлетень Service Bulletin SB-78 20 грудня 2010 року, вимагаючи, щоб усі вертольоти R44 з цілком алюмінієвими паливними баками були переоснащені  баками з діафрагмою, для того, щоб поліпшити стійкість паливної системи R44 до витоку пального після аварії. Компанія рекомендувала зробити ці зміни в найкоротші терміни, але не пізніше 31 грудня 2014 року. Компанія згодом перенесла дату відповідності на 30 квітня 2013 року. 
Розслідування нещасних випадків в авіації Австралійським бюро транспортної безпеки (ATSB) у березні 2013 р. після аналізу історичних даних виявило, що значно більша частка вертольотів R44 (12%) спалахувала після аварії, в порівнянні з аваріями за участю інших типів вертольотів з поршневими двигунами (7 %).  Попередній аналіз бази даних аварійних ситуацій NTSB,  проведений ATSB, виявив подібну статистику. У 15% нещасних випадків за участю вертольотів R44 у США  після аварії виникали пожежі. 
Хоча у цих даних не було вказано, які типи паливних баків були встановлені, у доповіді згадується чотири смертельні випадки з R44, оснащеними баками з  еластичною роздільною діафрагмою, але, наскільки відомо, після цих аварій пожеж не було. ATSB рекомендувало Службі цивільної авіації Австралії (CASA) прийняти подальші заходи, щоб закликати власників R44 встановити паливні баки з діафрагмою.  FAA, керівний орган в країні-виробнику, директиви якого, як правило, мали б виконуватись в інших країнах, таких як Австралія, не наполягав на модифікації. Тому CASA видала директиву льотної придатності AD/R44/23 спеціально для Австралії - заборонити польоти вертольотів R44, які ще не були модернізовані станом на 30 квітня 2013. 
21 жовтня 2019 року внаслідок падіння вертольота цього типу загинув Тарас Кутовий, колишній Міністр аграрної політики та продовольства України.

## Технічні характеристики (R44 Raven II)
| Характеристика             | Дані |  |
| -------------------------- | --- |  |
| Виробник                   | Robinson Helicopter Company                                                                                        |  |
| Діаметр несучого гвинта    | 10,1 м |  |
| Діаметр хвостового гвинта  | 1,5 м |  |
| Довжина корпусу            | 11,65 м |  |
| Висота                     | 3,3 м |  |
| Вага порожнього вертольота | 657.7 кг |  |
| Злітна вага                | 1134 кг |  |
| Екіпаж                     | 1 або 2 пілоти |  |
| Максимальна швидкість      | 240 км/год |  |
| Крейсерська швидкість      | 200 км/год |  |
| Обмеження висоти           | Висота щільності 4 300 м , або ж 2 700 м над землею, щоб мати змогу посадити вертоліт за 5 хвилин у випадку пожежі |  |
| Дальність польоту          | 560 км |  |
| Корисне навантаження       | 340 кг вантажу |  |
| Двигун                     | Lycoming IO-540-AE1A5, шестициліндровий горизонтальний двигун з вприскуванням палива                               |  |

## Зовнішні посилання
- Офіційний сайт
- European Aviation Safety Agency - Type Certificate Data Sheet - R44 and R44 II pdf
- База даних аварій на Griffin Helicopters